# بيترو بيك
بيترو بيك (بالفرنسية: Simone Beck)‏ هي مؤلفة وطاهية فرنسية، ولدت في 7 يوليو 1904 في نورماندي في جيرزي، وتوفيت في 20 ديسمبر 1991.